# Ратенау, Эмиль

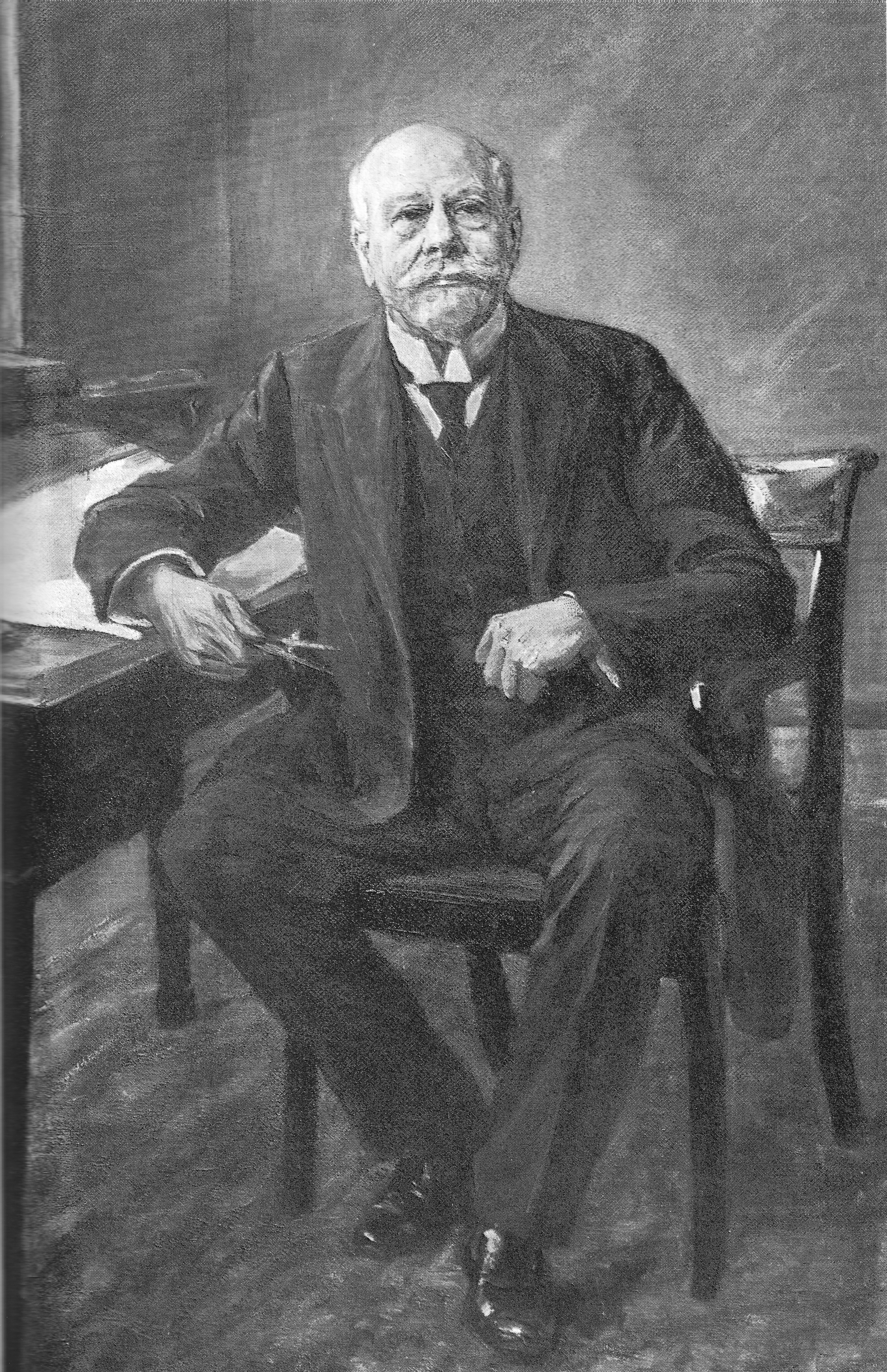
Эмиль Ратенау на портрете кисти своего кузена Макса Либермана

Э́миль Мо́риц Ратена́у (нем. Emil Moritz Rathenau; 11 декабря 1838, Берлин — 20 июня 1915, Берлин) — немецкий предприниматель и машиностроитель. Основатель компании AEG. Отец министра иностранных дел Германии Вальтера Ратенау.

## Биография
Эмиль Ратенау родился в богатой еврейской купеческой семье. По окончании гимназии поступил на работу на сталелитейный завод дяди в Нижней Силезии. Получив в течение четырёх лет большой практический опыт, Эмиль изучал машиностроение в политехнической школе в Ганновере и в Высшей технической школе в Цюрихе, недолго проработал на локомотивном заводе Августа Борзига в Берлине и уехал на два года в Англию, где совершенствовал свои знания, работая в мастерских и на заводах.
В 1865 году Ратенау вернулся в Берлин и вместе со своим школьным другом приобрёл небольшой машиностроительный завод. На стартовый капитал было потрачено приданое Матильды Нахман, дочери состоятельного банкира из Франкфурта, на которой Ратенау женился в 1866 году. Вскоре ему удалось наладить производство переносных «унифицированных паровых машин», что позволило последовательно развивать предприятие. С наступлением кризиса эпохи грюндерства завод Ратенау обанкротился.
Для Ратенау наступил период поисков, продлившийся почти десять лет. Ратенау побывал на Всемирной выставке 1873 года в Вене, в 1876 году в Филадельфии и в 1878 году в Париже. Америка впечатлила Ратенау обилием технических новшеств и рациональными методами труда. Его попытки создать в Берлине единую телефонную сеть натолкнулись на непреодолимую монополию Имперской почты. Убедить Вернера фон Сименса заняться электрификацией уличного освещения в Берлине Ратенау также не удалось.
В 1881 году на Международной электрической выставке в Париже Ратенау познакомился с изобретением Томаса Эдисона — лампой накаливания и оценил возможности электричества как поставщика энергии для осветительных приборов и станков. После длительных переговоров Ратенау приобрёл в 1882 году права на хозяйственное пользование патентом Эдисона в Германии. Поскольку банки медлили с финансированием проекта, Ратенау сначала учредил исследовательское общество, а в 1883 году — акционерное общество «Немецкое Эдисоновское общество прикладного электричества». Предварительно Ратенау заключил с Вернером фон Сименсом договор о разграничении интересов и ограниченном сотрудничестве.
В 1887 году Ратенау удалось избавиться от участия американского Эдисоновского общества и увеличить уставный капитал до 12 млн марок. Deutsche Bank и Siemens выступили участниками учреждаемой компании «Всеобщее электрическое общество». Ратенау вёл экспансивную корпоративную политику, и к концу XIX века почти обошёл лидировавший электроконцерн Siemens. Небольшое исследовательское общество начала 1890-х годов превратилось в международный концерн, в котором работало около 300 рабочих и служащих.
Постепенно дух сотрудничества в отношениях AEG и Siemens сменили конфронтация и конкуренция. Переговоры о прекращении сотрудничества начались ещё в 1888 году. В начале 1890-х годов конфликт перерос в ценовые войны практически во всех областях, и в конце концов в 1894 году было достигнуто мировое соглашение о расторжении договорных отношений. Последующие годы характеризовались неоднозначными комбинациями конкуренции и сотрудничества: например, в области беспроводной передачи информации, когда по инициативе кайзера Вильгельма II было основано совместное предприятие Telefunken.
Не в последнюю очередь противоречия между AEG и Siemens объяснялись столкновением двух противоположных типов компаний и корпоративных культур. Предприниматель и изобретатель Вернер фон Сименс работал в рамках семейного предприятия и выходил на новые рынки осторожно, только при наличии собственных ноу-хау. Ратенау, напротив, считается первым предпринимателем-менеджером, который с самого начала завоёвывал новые перспективные рынки на основе приобретаемых патентов, рисковал и применял агрессивные сбытовые стратегии. Такой подход к планированию производства, ориентированному на гибкую адаптацию к рыночным силам, и предпринимательству, предусматривавшему интернационализацию, освоение рынков и маркетинг, характеризовал Ратенау как представителя предпринимателя нового, «современного» типа. Даже из кризиса, охватившего электропромышленность на пороге нового века, Ратенау удалось благополучно вывести свою компанию ещё более окрепшей за счёт чёткой политики слияний, сотрудничества и участия в других предприятиях, в частности, с американским лидером General Electric. К 1913—1914 годам AEG трансформировалась в горизонтальный траст со штатом в почти 70 тыс. человек.
Начиная с 1912 года Ратенау по состоянию здоровья был вынужден сократить свою деятельность в компании, где его замещал сын Вальтер Ратенау, который на пороге XX века вошёл в руководство компании вместе с братом Эрихом. После смерти Эмиля Ратенау в 1915 году Вальтер возглавил AEG. Эмиль Ратенау умер в возрасте 76 лет от диабета после операции по ампутации ноги.

## Потомки
В браке с Матильдой Нахман родились:
- Вальтер Ратенау (1867—1922)
- Эрих Ратенау (1871—1903)
- Эдит Ратенау (1883—1952)